# Robert Benz (Pianist)
Robert Benz (* 26. Januar 1954 in Apatin) ist ein deutscher Pianist und Musikpädagoge.
Benz wuchs im hessischen Rödermark auf und erhielt den ersten Klavierunterricht von seinem Vater. Mit 15 Jahren wurde er Halbfinalist beim Internationalen Wettbewerb Genf und gewann hier im Alter von 17 Jahren die Bronzemedaille. An der Musikhochschule Karlsruhe studierte er Klavier bei Naoyuki Taneda, außerdem Dirigieren und Komposition. An der Juilliard School in New York studierte er vier Jahre bei Rosina Lhevinne und Martin Canin. 1974 gewann er den Ersten Preis beim Busoni-Wettbewerb Bozen, 1976 den Ersten Preis beim Internationalen Liszt-Bartók-Klavierwettbewerb Budapest. Seit 1990 ist er Professor für Klavier an der Hochschule für Musik und Darstellende Kunst Mannheim. Seit 1996 ist er Pianist im Trio Bamberg (mit Jewgeni Schuk, Violine und Alexander Hülshoff, Cello). 2005 übernahm er die künstlerische Leitung des  Internationalen Wettbewerbs für junge Pianisten Ettlingen. Er spielte zahlreiche CDs ein, darunter eine Gesamtaufnahme der Klaviersonaten Beethovens.